# 박남정
박남정(朴南政, 1966년 4월 19일 ~ )은 대한민국의 가수, 배우로, 데뷔곡은 《아! 바람이여》이며, 히트곡은 《널 그리며》, 《사랑의 불시착》, 《안녕 그대여》 등이 있다.

## 생애
6살 때부터 변성기가 올때까지 10년간 《선명회》 어린이 합창단(현재의 《월드비전》 어린이 합창단)에서 단원으로 생활한다.
1985년부터 1987년까지 MBC 문화방송 합창단에 입단하여 활동한 바 있고 이듬해 1988년 2월 《아! 바람이여》라는 곡을 통해 본격 가수로 데뷔하여 그해 최고댄스가수상을 수상했다. 이어 같은 해 11월에는 2집 음반 수록곡 《널 그리며》, 《사랑의 불시착》이 연달아 빅히트를 하며 1989년 10대 가수상을 수상. 1980년대 후반 인기 스타로써 최고의 전성기를 누렸다. 또한 1989년 영화 《새앙쥐 상륙작전》의 주연을 통해 영화배우로 데뷔하기도 하였다.
2012년 8월 25일 KBS 《세대공감 토요일》과 2013년경 KBS 《아침마당, 세대공감 토요일》에 초대 손님으로 출연하여 히트곡을 부르고 오랜만에 TV출연이라며 지난 이야기를 풀어 놓았다. 전성기때에 안무 그대로 부른 노래가 끝나자 손님 자리에 앉으며 댄스가수는 다른 장르와 다르게 나이가 들어서도 춤을 추면서 힘들게 노래를 불러야 한다며 숨을 가다듬었다. 《아! 바람이여》라는 데뷔곡은 트로트 곡으로 전달 받았는데, 본인은 댄스가수로 활동하고 싶었기에 본인이 직접 댄스곡으로 바꾸어서 부른 노래였다고 하였다.

## 학력
- 성결대학교 신학과 중퇴

## 음반 활동

### 음반
- 1988년 《1집》"아! 바람이여"
- 1988년 《2집》"널 그리며" "사랑의 불시착" "안녕 그대여"
- 1989년 《3집》"안녕 내사랑" "스물한알의 포도송이" "멀리보이네"
- 1990년 《4집》"여인이여" "그대 그리고 나"
- 1992년 《5집》"비에스친 날들" "사랑의 전설"
- 1995년 《6집》"멀어지는 너"(6집은 2번 발매되었다)
- 2004년 《7집》"가지마"
- 2017년 《미니 1집》"바로 이시간" "멀리가요"

## 수상

### 가요 프로그램 1위
| 연도             | 수상 내역 (총 13회) |
| ---------------- | --- |
| 1989년 (총 13회) | - 널 그리며 (총 6회) - 2월 1일 KBS 《가요톱텐》 1위 - 2월 15일 KBS 《가요톱텐》 1위 - 2월 22일 KBS 《가요톱텐》 1위 - 3월 1일 KBS 《가요톱텐》 1위 - 3월 12일 KBS 《가요톱텐》 1위 - 3월 19일 KBS 《가요톱텐》 1위 (5주 연속, 통산 6주) (골든컵) - 사랑의 불시착 (총 7회) - 6월 18일 KBS 《가요톱텐》 1위 - 6월 25일 KBS 《가요톱텐》 1위 - 7월 16일 KBS 《가요톱텐》 1위 - 7월 23일 KBS 《가요톱텐》 1위 - 7월 30일 KBS 《가요톱텐》 1위 - 8월 6일 KBS 《가요톱텐》 1위 - 8월 13일 KBS 《가요톱텐》 1위 (5주 연속, 통산 7주) (골든컵) |

## 출연작

### 영화
- 1989년 영화 《새앙쥐 상륙작전》 ... 박남정 역
- 1990년 영화 《영심이》 조연
- 2011년 영화 《위험한 상견례》 ... 박남정 역(특별출연)

### TV 프로그램
- 2002년 8월 30일, 2004년 9월 11일, 2004년 12월 18일 KBS 《가족오락관》
- 2013년 5월 26일 KBS 《열린음악회》
- 2013년 ~ 2016년 JTBC 《유자식 상팔자》
- 2016년 1월 24일 MBC 《미스터리 음악쇼 복면가왕》 - 폴짝폴짝 아기강시
- 2017년 6월 23일 KBS 《콘서트 7080》
- 2017년 7월 1일 ubc 《전국 톱 10 가요 쇼》
- 2017년 7월 9일 KNN 《제8회 환경사랑음악회》
- 2019년 4월 26일 KBS 《TV는 사랑을 싣고》
- 2020년 4월 25일 KBS 《불후의 명곡: 전설을 노래하다》

이 외에도 다수의 프로그램에 출연.

### CF
- 1988년 해태아이스크림 폴라포
- 1988년 해태제과 제니크레커
- 1988년 에드윈어패럴
- 1989년 해태htb 써니텐
- 1989년 대한화성 썬비
- 1989년 대한화성 썬비 우주삼총사
- 1989년 마이크로 제도3000
- 1990년 롯데칠성음료 미린다